# Otto I. (Schwerin)
Otto I. (* vor 1328; † 1356) war Graf von Schwerin.
Otto I. war der Sohn von Gunzelin VI. Nach dem Tod des Vaters regierte er von 1328 den Wittenburger Grafschaftteil. Nach dem Tod seines Großonkels Heinrich III. 1344 bis zu seinem eigenen Tod 1356 regierte er über die gesamte Grafschaft. Am  27. Oktober 1356 lebte er nachweislich nicht mehr.  Verheiratet war Otto mit Mechthild von Werle[-Goldberg], Tochter von Johann III. zu Werle[-Goldberg] und Mechtild von Pommern. Er hatte zwei Töchter,  welche namentlich aber nicht genannt werden.
Sein Nachfolger wurde seinen Bruder Nikolaus I.